# Carla Vistarini

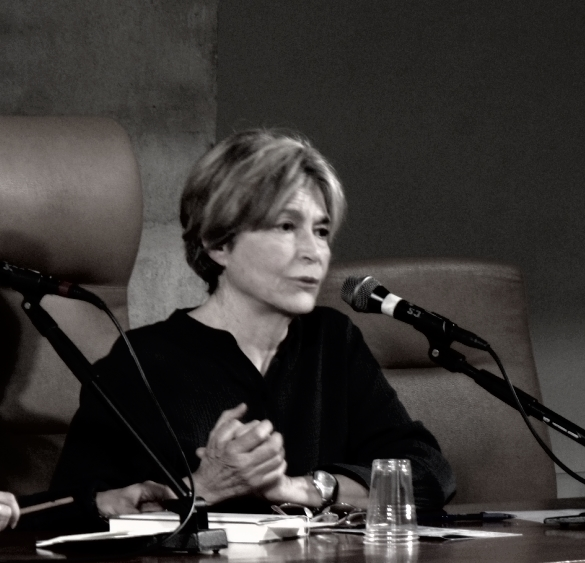
Carla Vistarini, 2017

Carla Vistarini (Roma, 8 de julio de 1948) es una escritora, letrista y música italiana.

## Biografía
Nacida Roma, su hermana es la actriz Mita Medici y su padre el actor Franco Silva. Ha escrito canciones para cantantes como Mina Mazzini, Ornella Vanoni, Mia Martini, Patty Pravo, Riccardo Fogli, Peppino di Capri, Loretta Goggi, Raffaella Carrà, Renato Zero.., y fue la directora del Festival de Sanremo 1997.
Ganó el Premio David de Donatello como mejor guion por la película Nemici d'infanza. Y de 1991 a 1998 produjo Pavaroti and Friends.

## Novelas
- 2013:Città Sporca
- 2014:Se ho paura prendimi per mano
- 2018:Se ricordi il mio nome